# Herz-Jesu-Asylkirche

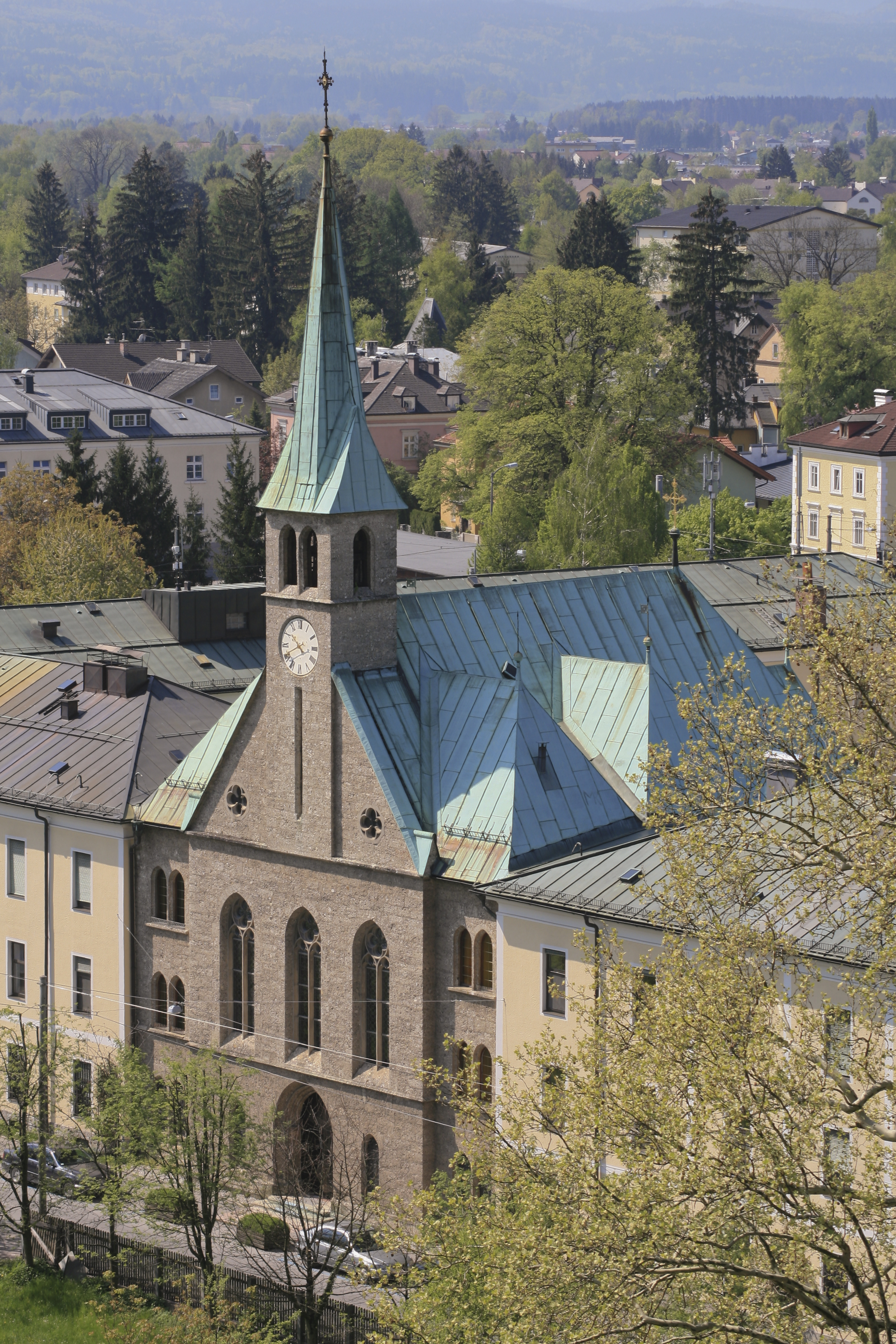
Herz-Jesu-Asylkirche

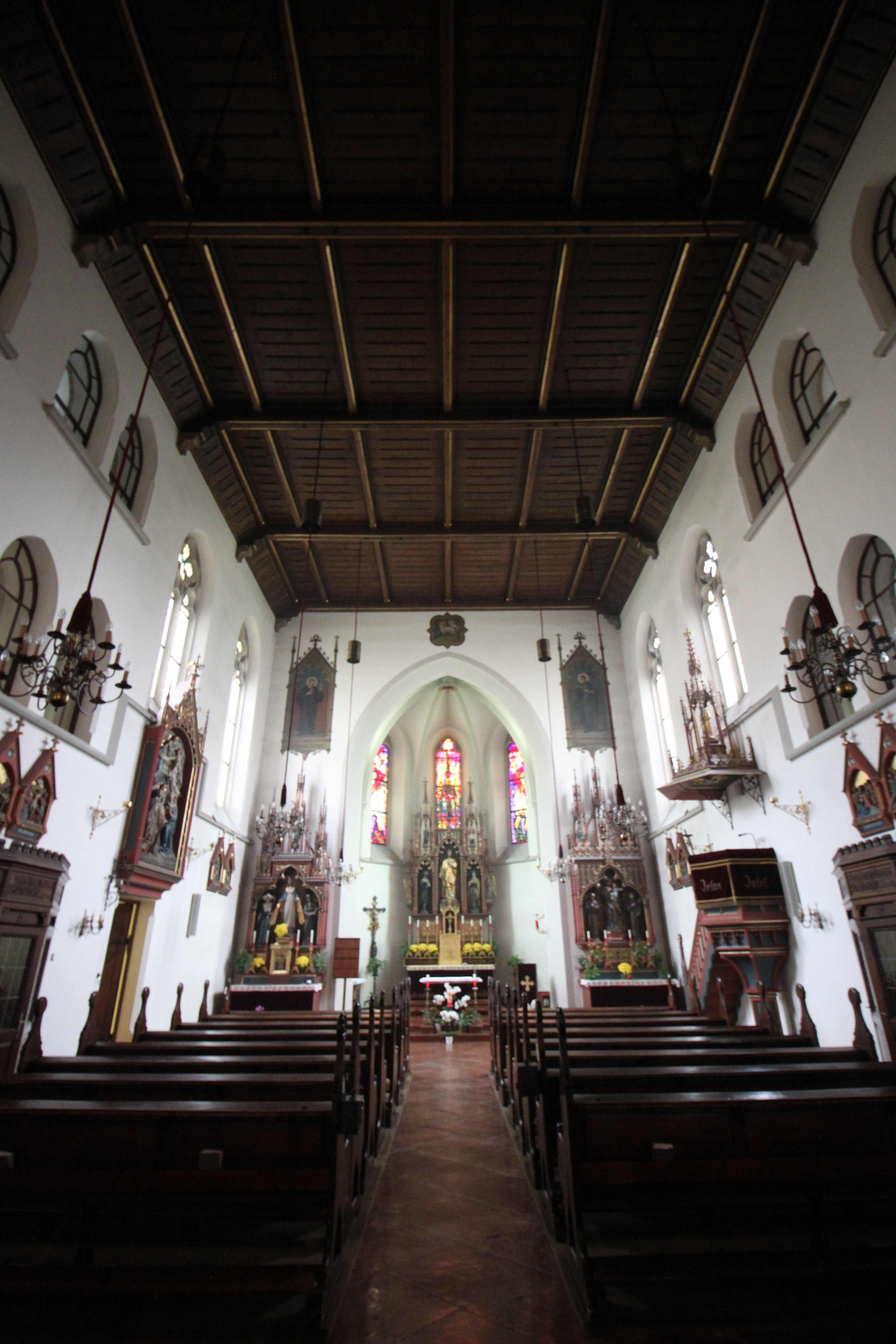
Im Langhaus unter einer Holzflachdecke, zum Chor

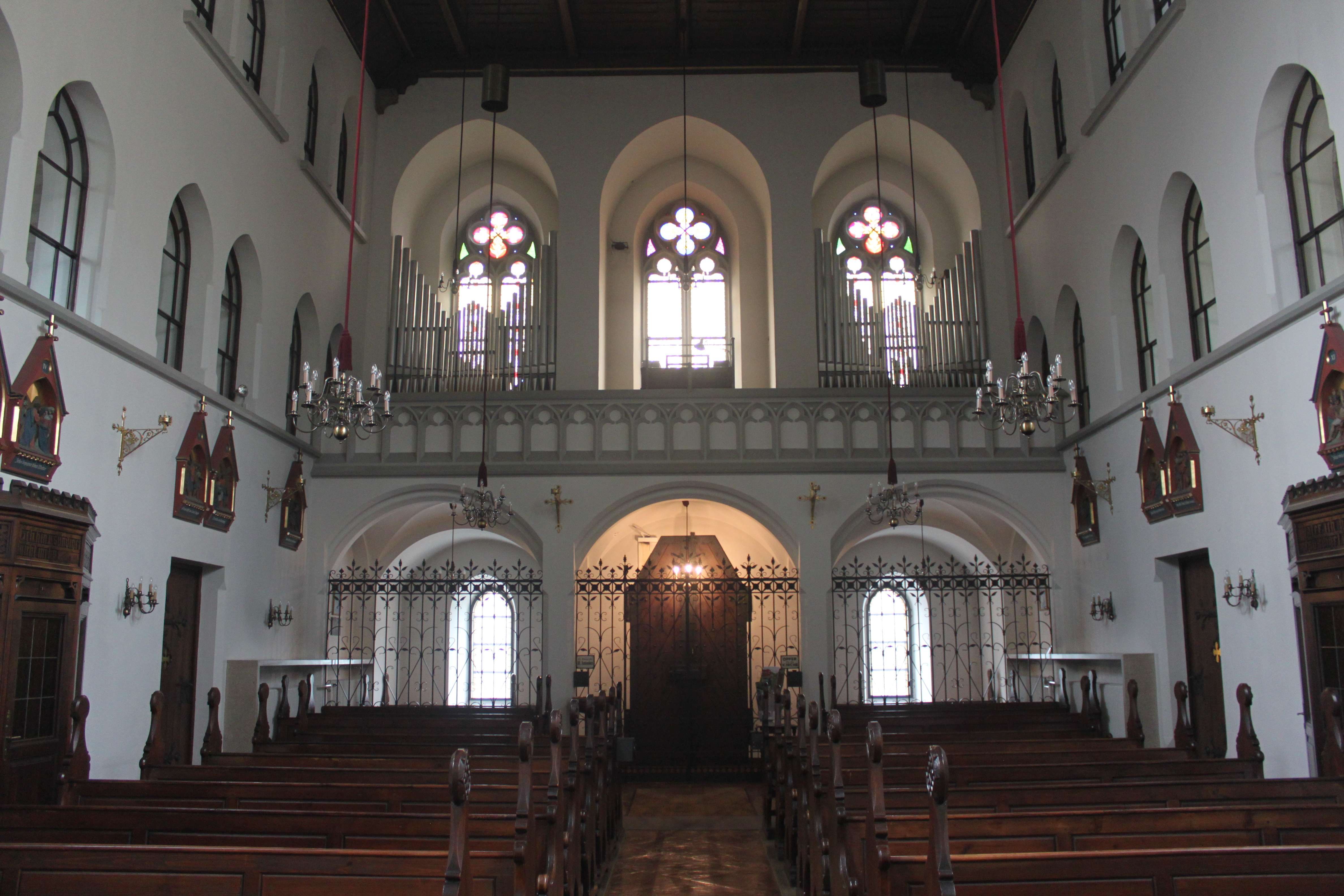
Im Langhaus zur Orgelempore, seitlich zweigeschoßig Oratorien

Die Herz-Jesu-Asylkirche steht baulich eingebunden in das Herz-Jesu-Heim in der Hübnergasse Nr. 5–7 im Stadtteil Riedenburg in der Stadtgemeinde Salzburg. Die dem Herzen Jesu geweihte römisch-katholische Ordenskirche der Genossenschaft der Töchter der christlichen Liebe vom heiligen Vinzenz von Paul (Barmherzige Schwestern) gehört zum Stadtdekanat Salzburg der Erzdiözese Salzburg. Die Kirche steht unter Denkmalschutz (Listeneintrag).

## Geschichte
Die neugotische Kirche wurde von 1877/1878 nach den Plänen des Wiener Architekten Friedrich von Schmidt mit dem Baumeister Vinzenz Rauscher erbaut und am 3. November 1878 durch Erzbischof Franz Albert Eder geweiht. Die Kirche wurde 1974 restauriert.

## Architektur
Die Kirche zeigt sich zur Straßenfront und hofseitig als unverputzter Steinquaderbau und wird beidseits von verputzten Straßentrakten des Altenheimes Herz-Jesu-Heim flankiert. Die Straßenfront zeigt sich mit leicht zurückgesetzten Seitenflügeln, die mittige risalitartige Front deutet mit zwei Gesimsen die zwei Geschoße des Langhauses mit Empore und Flachdecke an und hat mittig ein gekehltes Spitzbogenportal, darüber drei zweibahnige Maßwerkfenster, dann ein Dreieckgiebel mit einem Fassadenturm.
An das einschiffige Langhaus unter einer flachen Holzdecke schließt ein kreuzrippengewölbter Chor mit einem Fünfachtelschluss an. Die Langhausseiten haben zweibahnige Maßwerkfenster zu seitlichen Oratorien in zwei Geschoßen. Der Triumphbogen ist spitzbogig, die Triumphbogenwand zeigt die Wandmalerei hl. Vinzenz von Paul, Lamm Gottes, hl. Johannes Gabriel Perboyre, gemalt von Josef Gold (1891). Die Chorfenster haben Maßwerknasen, die Glasmalerei schuf der Maler Karl Weiser (1963).

## Ausstattung
Die neugotischen Altäre sind vom Salzburger Kunsttischler Johann Ripper, die Figuren schuf der Bildhauer Johann Piger. Die Figuren am Hochaltar sind Herz Jesu zwischen Margareta Maria Alacoque und Theresia von Avila, im Gesprenge Michael mit Franz von Sales und Vinzenz von Paul.
Der linke Seitenaltar trägt die Figuren Maria Immaculata, Luise von Marillac und Katharina Labouré, im Gesprenge hl. Anna und Engel. Der rechte Seitenaltar trägt die Figuren der hll. Josef, Franz von Assisi und Antonius von Padua, im Gesprenge Johannes der Täufer zwischen Petrus und Paulus.
Die Kanzel schuf der Kunsttischler Johann Ripper, auf dem Schalldeckel steht die Figur des hl. Paulus (von Piger). Als Pendant zur Kanzel befindet sich über der Sakristeitüre ein neugotisches Relief Geburt Christi in neugotischer Umrahmung (Krippe) bezeichnet mit I. E. Die Kreuzwegreliefs schuf Johann Piger (1881).
Der Volksaltar entstand nach einem Entwurf des diözesanen Architekten Peter Schuh (2004).
Die erste Orgel mit sechs Registern baute Albert Mauracher (1889) Hans Mertel erweiterte 1935 die Orgel auf zwei Manuale, 12 Register und pneumatisches Kegelladensystem.
Die drei Glocken (Stimmung A, c, d) goss die Glockengießerei Oberascher (1948) in Salzburg Kasern.